# Keith Aucoin
Keith Aucoin (* 6. November 1978 in Waltham, Massachusetts) ist ein ehemaliger US-amerikanischer Eishockeyspieler, der über viele Jahre in der American Hockey League und National Hockey League aktiv war. 2009 und 2010 gewann er jeweils den Calder Cup mit den Hershey Bears. Zum Ende seiner Karriere stand er drei Jahre beim EHC Red Bull München in der Deutschen Eishockey Liga (DEL) unter Vertrag und gewann mit dem EHC dreimal die deutsche Meisterschaft.

## Karriere

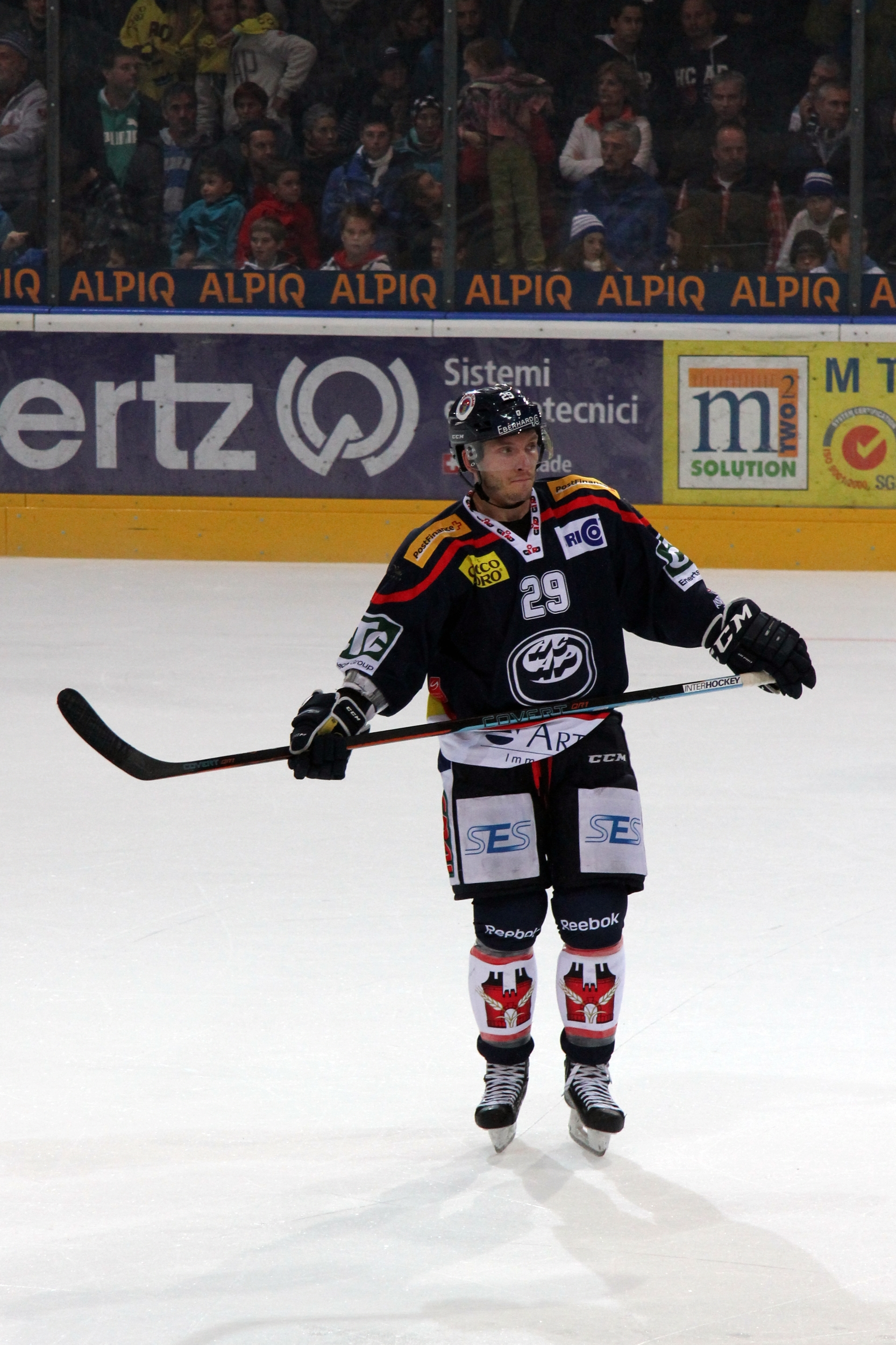
Keith Aucoin beim HC Ambrì-Piotta (Okt. 2014)

Keith Aucoin begann seine Karriere als Eishockeyspieler im Team der Norwich University, für deren Eishockeyteam er von 1997 bis 2001 insgesamt vier Jahre lang spielte. Anschließend wechselte er am 19. Juni 2001 als Free Agent zu den Lowell Lock Monsters aus der American Hockey League. Einen Großteil der Saison verbrachte Aucoin jedoch in der United Hockey League, wo er in der Saison 2001/02 insgesamt 44 Spiele für die B.C. Icemen absolvierte. Ebenfalls in dieser Saison spielte er für die Florida Everblades aus der East Coast Hockey League, für die er in einem Spiel zum Einsatz kam. Am 2. August 2002 wechselte Aucoin erneut als Free Agent zu den Providence Bruins aus der AHL.
Für die Saison 2003/04 wurde Aucoin von den Mighty Ducks of Anaheim verpflichtet, allerdings spielte er ausschließlich für deren Farmteam aus der AHL, die Cincinnati Mighty Ducks. Während der folgenden Spielzeit stand der Amerikaner ein zweites Mal bei den Providence Bruins unter Vertrag. Am 4. August 2005 erhielt Aucoin als Free Agent einen Vertrag beim NHL-Team Carolina Hurricanes. In seiner Premierensaison bei Carolina spielte er insgesamt 72 Mal für deren AHL-Farmteam, die Lowell Lock Monsters, und gab sein Debüt in der National Hockey League, in der er bis Saisonende sechsmal zum Einsatz kam. Die folgenden beiden Jahre spielte Aucoin hauptsächlich für Carolinas neues AHL-Farmteam, die Albany River Rats.
Am 3. Juli 2008 unterschrieb Aucoin als Free Agent bei den Washington Capitals, allerdings wurde er an den Kader des Farmteams Hershey Bears abgegeben.
Im Juli 2013 unterzeichnete er einen Einjahresvertrag bei den St. Louis Blues. Dort stand er zur Saisonvorbereitung im erweiterten Aufgebot, konnte sich jedoch nicht durchsetzen und wurde im September 2013 erneut an die Chicago Wolves, das Farmteam der Blues, abgegeben.
In der Saison 2014/15 spielte Aucoin für den HC Ambrì-Piotta in der National League A und erzielte dabei 40 Scorerpunkte in 53 Spielen.
Ab Juni 2015 stand er beim EHC Red Bull München in der Deutschen Eishockey Liga (DEL) unter Vertrag. Bereits in seiner ersten Saison in München war er mit 41 Punkten der erfolgreichste Scorer seines Teams in der Hauptrunde. Auch in der Folgesaison konnte er wieder punktbester Spieler (49 Punkte) der Meistermannschaft in der Hauptrunde werden und avancierte in der DEL-Saison 2017/18 mit 64 Hauptrundenpunkten zum Topscorer der gesamten Liga, wobei seine 52 Assists heraus stachen. Folgerichtig wurde er als 39-Jähriger zum Spieler des Jahres gewählt. Nach dem Titel-Hattrick im April 2018 beendete er seine Karriere als aktiver Eishockeyspieler.

## Erfolge und Auszeichnungen
| - 2000 ECAC-3 First All-Star Team - 2000 ECAC-3 Player of the Year - 2001 ECAC-3 First All-Star Team - 2001 ECAC-3 Player of the Year - 2006 Teilnahme am AHL All-Star Classic - 2006 AHL Second All-Star Team - 2007 Teilnahme am AHL All-Star Classic - 2007 AHL Second All-Star Team - 2008 Teilnahme am AHL All-Star Classic - 2009 Teilnahme am AHL All-Star Classic - 2009 AHL First All-Star Team - 2009 Calder-Cup-Gewinn mit den Hershey Bears - 2010 Teilnahme am AHL All-Star Classic - 2010 AHL First All-Star Team | - 2010 Les Cunningham Award - 2010 John B. Sollenberger Trophy - 2010 Calder-Cup-Gewinn mit den Hershey Bears - 2011 AHL Second All-Star Team - 2012 Teilnahme am AHL All-Star Classic - 2012 AHL First All-Star Team - 2016 Deutscher Meister mit dem EHC Red Bull München - 2017 Deutscher Meister mit dem EHC Red Bull München - 2018 Topscorer der DEL - 2018 DEL-Stürmer des Jahres - 2018 DEL-Spieler des Jahres - 2018 Deutscher Meister mit dem EHC Red Bull München - 2022 Aufnahme in die AHL Hall of Fame |

## Karrierestatistik
(Legende zur Spielerstatistik: Sp oder GP = absolvierte Spiele; T oder G = erzielte Tore; V oder A = erzielte Assists; Pkt oder Pts = erzielte Scorerpunkte; SM oder PIM = erhaltene Strafminuten; +/− = Plus/Minus-Bilanz; PP = erzielte Überzahltore; SH = erzielte Unterzahltore; GW = erzielte Siegtore; 1 Play-downs/Relegation; Kursiv: Statistik nicht vollständig)